# Tracey Rose
Tracey Rose (Durban, 1974) è un'artista sudafricana.
Vive e lavora a Johannesburg. Il suo lavoro si concentra sulla performance, la video installazione e la fotografia.

## Biografia
Tracey Rose nasce nel 1974 a Durban, in Sudafrica. Dopo aver frequentato la facoltà di Belle Arti alla University of the Witwatersrand a Johannesburg, si laurea nel 1996. Insegna al Vaal Triangle Technikon, Vanderbijl Park, in Sudafrica e alla University of the Witwatersrand. Tra febbraio e marzo del 2001 è in residenza a Città del Capo alla South African National Gallery, dove sviluppa il lavoro che presenta alla Biennale di Venezia dello stesso anno, curata da Harald Szeemann. La sua galleria statunitense è The Project, di Christian Have.

## Lavoro
l lavoro della Rose si confronta con i limiti del dogma, e i difetti nel dibattito culturale istituzionalizzato. L'insistenza con cui affronta le politiche identitarie, di genere, sessuali, razziali e gender, è una cifra sempre presente nel suo lavoro. Secondo Jan Avgikos "parte del fascino esercitato dal lavoro della Rose risiede nella sua capacità di citare fluidamente l'arte performativa degli anni '60 e '70".

### Selezione di opere
- The Thinker (il pensatore), oggetti trovati e test, 1996. Una piccola riproduzione della scultura Il pensatore di Auguste Rodin, usata come arma durante una discussione familiare[4].
- Span I and Span II, presentata alla second Biennale di Johannesburg all'interno della mostra Graft, curate da Colin Richards, 1997. Il lavoro è stato presentato nella Biennale di Dakar del 2000.
- Ongetiteld (Untitled). Un progetto video con i Surveillance Camera Players[5] nel quale l'artista rasa tutti i peli del suo corpo. Presentato all'interno di Democracys Images, al Bildmuseet di Umeå in Svezia, 1998.
- Ciao Bella, Presentato alla Biennale di Venezia 2001.[6]
- The Kiss (Il bacio), fotografia, 2001. L'opera riprende la scultura omonima di Rodin e raffigura un bacio tra Rose e un suo commerciante d'arte afroamericano, entrambi nudi.[7]

## Mostre
Secondo Sue Williamson, "Tracey Rose non è un professionista che approfitta di ogni occasione curatoriale che le viene offerta, si è infatti ritirata da più di una mostra, se le circostanze non le sono sembrate adatte." 
Il lavoro della Rose è stato ampiamente esposto in Africa, Europa e Stati Uniti. Alcune mostre personali recenti includono: "The Cockpit" a MC, Los Angeles, CA, "Plantation Lullabies" alla Goodman Gallery, Johannesburg, Sudafrica, entrambe nel 2008.
Tra le recenti mostre collettive figurano "El Mirall Sud-Africa" presso il Centre de Cultura Contemporània di Barcellona, in Spagna, "Mouth Open, Teeth Showing: Major Works from the True Collection" alla Henry Art Gallery di Seattle, "Memories of Modernity" in Malmö, Svezia, "Check List: Luanda Pop" presso il padiglione africano alla 52ª Biennale di Venezia "Heterotopias" alla Biennale di Salonicco in Grecia, e di "Global Feminisms" presso il Centro Elizabeth A. Sackler di arte femminista a Brooklyn, New York (tutti nel 2007).

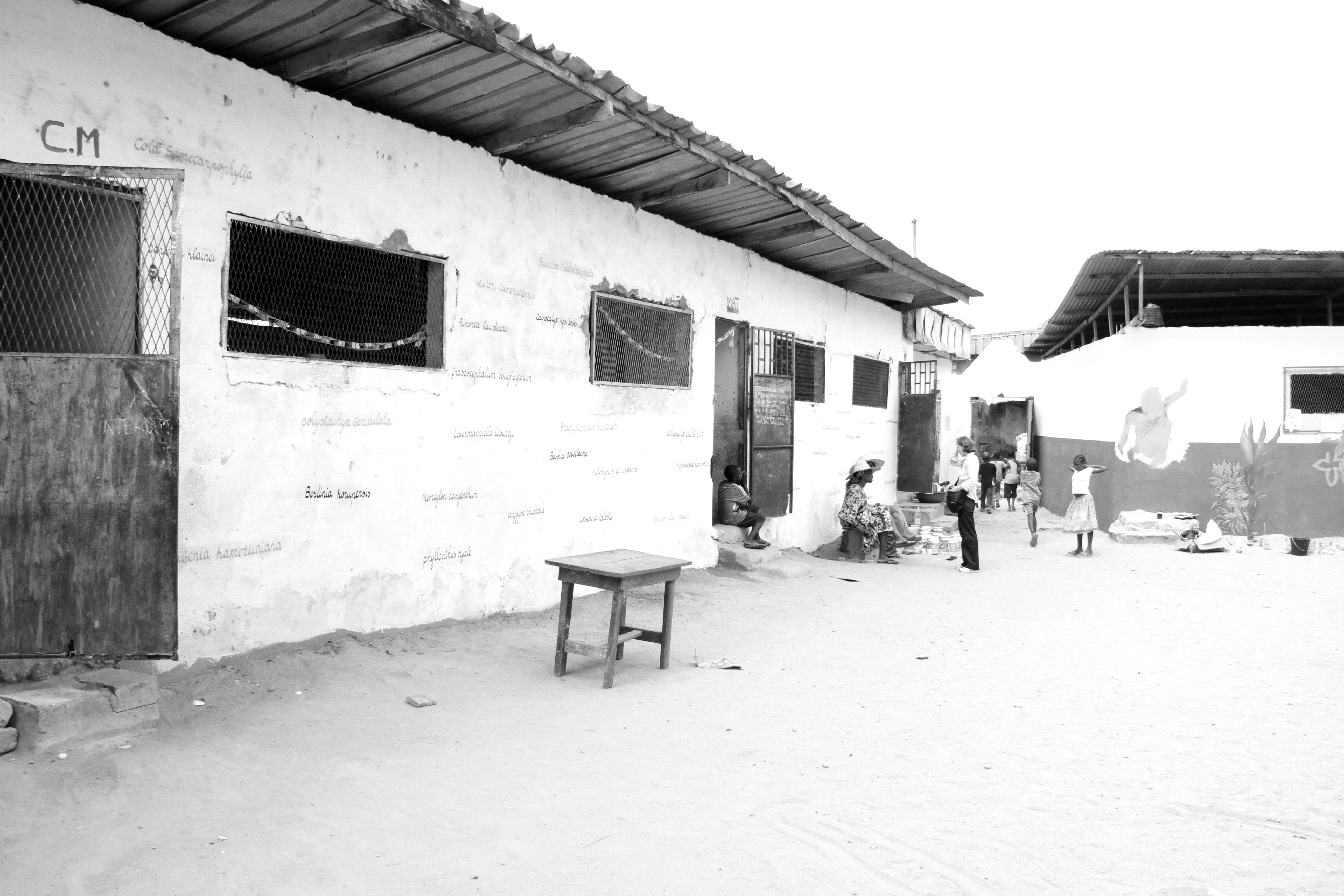
Salon Urbain de Douala 2010

### Personali
- The Project, New York, 1999
- The Goodman Gallery, Johannesburg, 2000
- The Project, New York, 2000
- Ciao Bella, The Goodman Gallery, Johannesburg, 2002
- The Project, New York, 2002[10]
- The Project, New York City, 2004
- The Thieveing Fuck and the Intagalactic Lay, The Goodman Gallery, Johannesburg, 2004
- The Project, New York City, NY, 2007
- Plantation Lullabies, The Goodman Gallery, Johannesburg, 2008
- The Cockpit, MC Kunst, Los Angeles, 2008
- Raison d'être, Espace doual'art, Douala, 2009